# 1456年
| 千纪： | 2千纪 |
| 世纪： | 14世纪 \| 15世纪 \| 16世纪                                                                                 |
| 年代： | 1420年代 \| 1430年代 \| 1440年代 \| 1450年代 \| 1460年代 \| 1470年代 \| 1480年代                           |
| 年份： | 1451年 \| 1452年 \| 1453年 \| 1454年 \| 1455年 \| 1456年 \| 1457年 \| 1458年 \| 1459年 \| 1460年 \| 1461年 |
| 纪年： | 丙子年（鼠年）；明景泰七年；李珍天顺元年；越南延寧三年；日本康正二年                                       |

## 大事记
- 5月18日——第二次歐隆尼恰戰役（英语：Battle of Oranik (1456)）：15,000名奧斯曼帝國部隊前往阿爾巴尼亞，遭遇斯坎德培人數較少的部隊並被迅速擊敗。
- 6月9日——哈雷彗星再度出現。
- 7月22日——匈牙利王國名將匈雅提·亚诺什於貝爾格勒圍城戰擊敗奧斯曼帝國大軍。
- 10月17日——格來斯瓦德大學成立，使其成為北歐第二古老的大學，也是瑞典和普魯士最古老的大學。
- 克列汗與賈尼別克因與烏茲別克汗國可汗阿布海兒不和，自別一部建立哈萨克汗国。
- 葡萄牙人到達維德角（即綠角群島，並非1444年抵達的維德角半島）。

## 出生
- 7月11日——朱见浚，明朝吉简王，明英宗朱祁镇第七子。

## 逝世
- 8月11日——匈雅提·亚诺什，特兰西瓦尼亚总督、匈牙利王国大将军和摄政，马加什一世之父。